# Minoritätsangriff
Der Minoritätsangriff, auch Minderheitsangriff, bezeichnet eine Angriffsstrategie beim Schachspiel.
Voraussetzung für einen Minoritätsangriff sind asymmetrische Bauernstrukturen, wie sie etwa in den Abtauschvarianten des abgelehnten Damengambits oder der Caro-Kann-Verteidigung entstehen.
|   | a | b | c | d | e | f | g | h |   |
| 8 |   |   |   |   |   |   |   |   | 8 |
| 7 |   |   |   |   |   |   |   |   | 7 |
| 6 |   |   |   |   |   |   |   |   | 6 |
| 5 |   |   |   |   |   |   |   |   | 5 |
| 4 |   |   |   |   |   |   |   |   | 4 |
| 3 |   |   |   |   |   |   |   |   | 3 |
| 2 |   |   |   |   |   |   |   |   | 2 |
| 1 |   |   |   |   |   |   |   |   | 1 |
|   | a | b | c | d | e | f | g | h |   |

Minoritätsangriff der weißen Bauern a und b gegen die schwarzen Bauern a, b und c

## Angriffsidee
Beim Minoritätsangriff greift eine Bauernminderheit eine Bauernmehrheit an (meist 2 gegen 3 Bauern).
Das ist eine paradoxe Situation, weil ein Angriff in der Regel materielle Überlegenheit erfordert.
Ziel des Minoritätsangriffs ist die Schwächung, Zerstörung oder Auflösung der gegnerischen Bauernstruktur, die dann wiederum durch Figuren angegriffen bzw. blockiert werden kann.
Oftmals ist der Minoritätsangriff mit Druck durch Schwerfiguren in einer Linie verbunden. Im nebenstehenden Beispiel durch Weiß in der c-Linie, in der nach b5xc6 und b7xc6 ein rückständiger Bauer entstünde. Dadurch wird die Basis (b7) der Bauernkette b7–c6–d5 nach vorne (c6) verlegt und zum Angriffsobjekt gemacht.

## Verteidigungsmöglichkeiten
Schwarz kann selbst mit c6xb5 den Abtausch einleiten. Dann behält er jedoch angreifbare Bauern auf b7 und d5.
Eine schwarze Verteidigungsidee besteht darin, nach b4–b5 mit c6–c5 zu antworten, da die weißen Figuren meistens nicht ideal für den Kampf gegen den nach d4xc5 entstehenden schwarzen Isolani auf d5 postiert sind. Die Türme stünden auf den Nebenlinien des Isolani, und ein meist auf d3 postierter Läufer wäre auf der d-Linie im Weg und hätte lieber den Isolani d5 im Visier. Auch hätte Weiß im Kampf gegen den Isolani seinen b-Bauern lieber noch auf b2. Die aufgezogenen Bauern a4 und b5 könnten nach einer Abwicklung zum Endspiel leichter zum Angriffsobjekt feindlicher Figuren werden als wenn sie noch nicht gezogen hätten.
Eine andere Verteidigungsidee besteht darin, den Minoritätsangriff mit b7–b5 radikal zu stoppen. Dadurch wird der Bauer c6 rückständig, weshalb Schwarz diese Idee oft damit verbindet, einen Springer nach c4 zu überführen und so die c-Linie zu blockieren.